# Северный полюс-20
Северный полюс-20 (СП-20) — советская научно-исследовательская дрейфующая станция. Открыта 11 апреля 1970 года в 800 км к северу от острова Врангеля (в точке с координатами 75° 35 с. ш. и 179° 04 в. д.). С открытием СП-20 впервые в истории советских арктических экспедиций в Северном Ледовитом океане одновременно дрейфовало 4 станции. Наличие нескольких станций было важно, поскольку результаты их наблюдений использовались для прогнозирования погоды и ледовой обстановки в районе Северного морского пути. На станции было проведено две смены полярников, она была закрыта в 1972 году. Такое длительное существование станции интересно, потому, что она была создана на паковом льду, который в обычных условиях считается достаточно недолговечным. Станция была организована всего в ста километрах от точки высадки СП-4, но при этом направление её дрейфа оказалось противоположным — она вошла в западный антициклонический круговорот (одну из двух независимых систем генерального дрейфа льдов в Арктике), в то время как СП-4 дрейфовала в трансарктическом направлении с востока на запад.